# Nationenbildung
Nationenbildung (englisch nation building) ist ein Prozess sozio-politischer Entwicklung, der aus locker oder auch strittig verbundenen Gemeinschaften eine gemeinsame Gesellschaft mit einem ihr entsprechenden Staat werden lässt. Sie ist zu unterscheiden von State Building, bei dem es im engeren Sinne um den Aufbau staatlicher Institutionen geht.
Zum Prozess der Nationenbildung gehört die Etablierung gemeinsamer kultureller Standards, darunter oft auch die einer einheitlichen Sprache für das zukünftige Gemeinwesen, und die behutsame regionale Integration von immer weiteren Teilen der Bevölkerung in soziokulturelle und politische Einrichtungen wie z. B. das Gerichtswesen, das Schulsystem oder das Wahlrecht. Der Prozess der Nationenbildung wird oft von einer militärisch, administrativ und ökonomisch dominanten Machtelite ausgeführt, um bestehende oder angestrebte Herrschaftsverhältnisse zu legitimieren. Nationenbildung geht oft mit Massengewalt und Vertreibungen einher.

## Geschichte
Nationen im modernen Sinne sind erst im Zuge der Französischen Revolution in Europa entstanden. Die Voraussetzungen dafür haben sich im Laufe des 17. und 18. Jahrhunderts herausgebildet. Im Laufe des 19. Jahrhunderts entwickelten sich geprägt vom Nationalismus in Europa eine Reihe von Nationalstaaten. Italien, das erst 1861 im Zuge des Risorgimento geeinigt wurde und Deutschland, das erst 1871 mit der Deutschen Reichsgründung unter Ausschluss Deutschösterreichs zum Nationalstaat wurde, galten daher als Verspätete Nationen. Der Vielvölkerstaat Österreich-Ungarn begann gegen Ende des 19. Jahrhunderts anachronistisch zu wirken. Die Tatsache, dass der Österreichisch-Ungarische Ausgleich die Nationalismen der kleineren Nationen nicht befriedigen konnte, trug wesentlich zum Ausbruch des Ersten Weltkrieges bei.
„Nation Building“ im engeren Sinne bezog sich ursprünglich auf die Bestrebungen junger Nationalstaaten nach dem Zweiten Weltkrieg, vornehmlich der Nationen ehemaliger afrikanischer Kolonien, die von den Kolonialmächten ohne Berücksichtigung ethnischer oder andere Grenzen umgeformten kolonialen Territorien neu zu gestalten und zusammenzuhalten. Der Kampf gegen einen gemeinsamen Kolonialherren kam hier gelegen. Diese reformierten Staaten sollten aber nach Erringung der Unabhängigkeit entwicklungsfähige und mental zusammenhängende Staaten werden.
Nation Building umfasste die Schaffung äußerer nationale Symbole wie Flaggen, Hymnen, Nationalfeiertage, nationale Stadien, nationale Fluglinien, Nationalsprachen einschließlich nationaler Mythen. Auf einem niedrigeren Niveau musste die nationale Identität willkürlich konstruiert werden, indem sie unterschiedliche Gruppen zu einer Nation formte, besonders dort, wo der Kolonialismus „Teile und Herrsche“-Taktiken (divide et impera) zur Stabilisierung der eigenen Herrschaft verwendet hatte.
Eine der erfolgreichsten Nation-Building-Aktionen erbrachte die Stadtrepublik Singapur, wo Chinesen, Südinder, Malaiien, Europäer und andere Ethnien nebeneinander leben.
Ebenfalls konnte aus der Schweizerischen Eidgenossenschaft erfolgreich eine Nation gebildet werden. War die Schweiz vor 1848 noch ein Staatenbund, wurde sie nach dem Sonderbundskrieg zu einem Bundesstaat. Am Anfang konnten sich vor allem die im Krieg unterlegenen katholischen Kantone noch nicht für diese Nation begeistern. Nach dem 2. Weltkrieg und dem wirtschaftlichen Wachstum, dem damit zusammenhängenden Bevölkerungsumzug in Ballungszentren und der immer größer eintretenden Einwanderung ausländischer Arbeitskräfte und der zunehmenden Liberalisierung der Gesellschaft, suchte die einheimische Bevölkerung immer mehr nach einem gemeinsamen Nenner, der doch in ihrer Mentalität, Sprache (Deutsch, Französisch, Italienisch und Rätoromanisch), Religion (Römisch-katholische Kirche, Reformierte Kirche und Christkatholische Kirche) und geschichtlichem Hintergrund sehr unterschiedlichen Bevölkerung. Kantonale Gegebenheiten (Kantönligeist) spielten eine immer kleinere Rolle und werden zunehmend als störend empfunden. Diskussionen über eine Staatsreform werden immer wieder geführt (Zusammenlegung der Kantone etc.). In historischen Regionen werden die kantonalen Bezeichnungen durch schweizerische ersetzt (Autobahnschild Berner Mittelland wird zu Schweizer Mittelland) und das ohne großes Unbehagen seitens der Bevölkerung. Die Einwohner fühlen sich tatsächlich als Schweizer, was vor 100 Jahren noch nicht so ausgeprägt war. Man war Berner, Zürcher, Walliser etc. und die Schweiz nur der gemeinsame Staat.
Zahlreiche junge Nationalstaaten werden jedoch durch Machtkämpfe mit sich des Tribalismus bedienenden Rivalitäten zwischen ethnischen oder religiösen Gruppen erschüttert. Dieses führte mitunter zum Separatismus, wie 1970 beim Sezessionskrieg Biafras aus Nigeria oder der anhaltenden Forderung der Ogaden National Liberation Front nach vollständiger Unabhängigkeit ihrer Region von Äthiopien. In Asien bildet der Zerfall von Pakistan in Pakistan und Bangladesch ein Beispiel, dass ethnische Unterschiede, gestützt durch die geographische Abgrenzung, einen postkolonialen Staat auseinanderzureißen erleichterten. Bestimmte Wurzeln des Völkermordes in Ruanda oder des Sudankonfliktes hängen ebenfalls mit einem Mangel an ethnischer und/oder religiöser Kohärenz innerhalb der Nation zusammen. Gerade bei der Vereinigung von Staaten mit ähnlichem ethnischen, aber unterschiedlichem kolonialgeschichtlichen Hintergrund kommen häufig Konflikte auf. Neben erfolgreichen Beispielen wie Kamerun zeigen Fehlschläge wie die Konföderation Senegambia die Probleme bei der Vereinigung frankophoner und anglophoner Territorien.
Im 20. Jahrhundert sind mehrere Wellen der Nationenbildung zu unterscheiden: Nach dem Zerfall der Vielvölkerstaaten in der Folge des Ersten Weltkriegs entstanden in Europa neue Nationalstaaten (z. B. Jugoslawien, Tschechoslowakei). In der Dritten Welt erlangten nach dem Zweiten Weltkrieg und dem Zerfall der Kolonialreiche viele künstlich geschaffene Gebiete die Eigenständigkeit als Nationalstaaten, ohne über eine gemeinsame nationale Identität zu verfügen (multiethnische Staaten). Nach Ende des Ost-West-Konflikt 1989/90 zerfielen Vielvölkerstaaten (Sowjetunion, Jugoslawien, Tschechoslowakei) aufgrund dynamischer Prozesse der Nationenbildung in ihrem Inneren.
Am 16. August 2021 erklärte US-Präsident Joe Biden nach dem Truppenabzug der NATO und Vormarsch der Taliban, bei der Mission der USA in Afghanistan habe es nie um Nation-Building gehen sollen. Die taz sprach daraufhin von einem „Ende des Werteexports“ und einem Abschied der USA „von der Vorstellung einer regel- und wertebasierten Weltordnung“, der ZDF von einem „Ende eines Selbstbetrugs“ und Nikkei Asian Review davon, dass es sich ungeachtet der gegenteiligen Aussage Bidens um einen teuren Versuch des Nation-Building gehandelt habe. Der frühere US-Botschafter in Deutschland John Kornblum erklärte, die Idee des Nation Building in Afghanistan sei von Deutschland konzipiert und durchgesetzt worden, vor allem, weil man für die NATO und den Westen „das Wort Krieg aus dem Wortschatz nehmen wollte“. Die amerikanische Politik habe diese deutsche Strategie gerne angenommen, „um zu zeigen, dass es Ziele gebe“. Spätestens seit 2002 hätten zwei Ziele – Anti-Terror-Unternehmen und Nation Building – nebeneinander existiert, „ohne dass das eine oder andere eigentlich durchgesetzt werden könnte“.

## Probleme
Die Herausbildung von Nationen war immer ein langwieriger und oft von gewaltsamen Auseinandersetzungen begleiteter Prozess (vgl. Unabhängigkeits- und Einigungskriege). Nicht zwingend, aber doch regelmäßig geht sie mit Massengewalt, ethnischen Säuberungen und Vertreibungen von Bevölkerungsgruppen einher, die als der zu schaffenden Nation nicht zugehörig angesehen werden. Beispiele hierfür sind die Entstehung der USA, auf die die Ausweisung von 60.000 Loyalisten und die Vertreibung oder Ausrottung aller Indianer östlich des Mississippi River bis 1850 folgte, oder die Entstehung der Türkei als Nationalstaat, der 1915 der Völkermord an den Armeniern vorausging. Polen und die Tschechoslowakei konsolidierten ihre Nationalstaaten nach dem Zweiten Weltkrieg durch die Vertreibung von zwölf Millionen Deutschen. Die Entstehung der Staaten Indien und Pakistan ging mit Zwangsmigrationen von acht Millionen Menschen einher. Im Israelischen Unabhängigkeitskrieg flohen 750.000 Palästinenser aus ihrer Heimat oder wurden vertrieben.
Da Staatszerfall und instabile Identitäten für das regionale Umfeld oder die gesamte Staatengemeinschaft zur Gefahr werden können, wurde daher im 20. Jahrhundert des Öfteren versucht, Nationenbildung von außen zu fördern (vgl. Bosnien und Herzegowina, Kosovo, Mazedonien). Der Erfolg solcher Versuche ist umstritten.
Dennoch gilt Staatenbildung ohne Nationenbildung als problematisch, da in diesem Fall notwendige identitätsstiftende Stabilisierungs- und Ausgleichsmechanismen fehlen.